# 多纳埃马
多纳埃马是巴西圣卡塔琳娜州的一个市镇。总面积181.018平方公里，总人口3441人，人口密度19人/平方公里。